# Родинцы
 Родинцы — деревня в Кировской области. Входит в состав муниципального образования «Город Киров»

## География
Расположена на расстоянии примерно 9 км по прямой на северо-запад от железнодорожного вокзала Киров-Котласский.

## История
Известна с 1671 года как деревня Водиловская над Спенцынским озером с 1 двором, в 1802 году (Бодиловская)  с 3 дворами. В 1873 году здесь (Прокопьевская и Бодиловская 1-я  или Костины, Подозерье) дворов 16 и жителей 178, в 1905 (Бодиловская 1-я  или Костины) 15 и 100, в 1926 (Родинцы или 1-я Бодиловская) 24 и 142, в 1950 (Дудинцы) 16 и 171, в 1989 (Родинцы) 36 жителей. Административно подчиняется Октябрьскому району города Киров.

## Население
Постоянное население составляло 25 человек (русские 100%) в 2002 году, 18 в 2010.